# Toraster
Toraster is een geslacht van zeesterren uit de familie Goniasteridae.

## Soorten
- Toraster tuberculatus (Gray, 1847)